# Archicofradia de Nuestro Padre Jesús Nazareno (Sorbas)

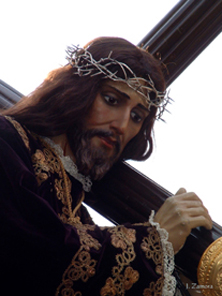
Nuestro Padre Jesús Nazareno, imagen titular de la Cofradía

La Archicofradía de Nuestro Padre Jesús Nazareno es una de las cofradías más antiguas de la Semana Santa de Sorbas, vinculándose su origen a la Cofradía del Santísimo Sacramento en el siglo XVI. Esta cofradía saca cuatro tronos a la calle: Ntro. Padre Jesús Nazareno, Cristo de la Buena Muerte, Jesús Yacente del Santo Sepulcro y Jesús Resucitado. 

## Historia
Cerca del año 1770, se encarga al taller de Francisco Salzillo, insigne escultor murciano, la hechura de una talla de Nuestro Padre Jesús Nazareno, atribuyéndose su ejecución al discípulo más aventajado de éste, Roque López, cuya imagen procesionó en esta villa hasta 1936. 

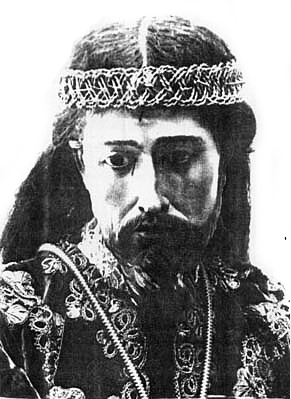
Primitiva imagen de Ntro. Padre Jesús Nazareno, obra de Roque López

En julio de este año, con motivo de la guerra civil española, fue quemada en el conocido como "Llano de los Santos", por el bando republicano, conservándose únicamente de aquella primitiva imagen el pie izquierdo, que sigue procesionando en la actualidad.
Además también se conserva parte de la ropa del nazareno, como la túnica con la que procesiona, donada por el Duque de Alba alrededor de 1771.
En el año 1940, mediante fotografías del antiguo Nazareno, se encarga a los Talleres Rius de Barcelona la realización de una copia, la cual fue bendecida en la Iglesia Parroquial de Sorbas el 20 de abril de 1941.
En los siguientes años, se produce la incorporación de Jesús Resucitado, y posteriormente, en el año 1945, es donada la imagen del Cristo de la Buena Muerte.
La imagen del Santo Sepulcro es más reciente, talla del escultor madrileño "Sr. Sánchez" de 1989. Desde 1939 hasta este año, procesionó en su lugar, sobre unas sencillas andas, el Cristo Yacente de la Cofradía de Ntra. Sra. de las Angustias, tras la ceremonia conocida como "del desenclavamiento".

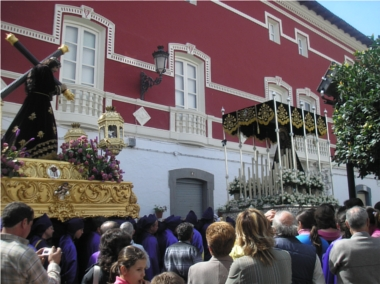
Jesús Nazareno y Virgen de los Dolores en el Encuentro del Viernes Santo.